# Migas de niño
Las migas del niño (denominadas también como puches, migas dulces, migas e nene) son un dulce típico de la cocina castellanomanchega. Se denominan así por ser una preparación de migas considerada alimento infantil, que en la actualidad se sirve también como postre. En la actualidad son un postre dulce que se suele servir el 31 de octubre en la cena del día de Todos Los Santos. En oposición a estas migas dulces se elaboran las migas de hombre (o de matazón) que son saladas.

## Características
Se suele emplear de forma tradicional en su elaboración la harina de almorta y las migas del pan (denominadas "tostones"). Se suelen tostar previamente unos anisetes que aromatizan las migas. En el mismo aceite se suele tostar la harina y al poco se añade leche o agua sin que se formen grumos. Suele servirse en cazuela de barro y decorada con unos picatostes. El día de Todos Los Santos suele servirse como postre de la cena.